# Rantau Bayur (Rantau Bayur)
Rantau Bayur is een bestuurslaag in het regentschap Banyuasin van de provincie Zuid-Sumatra, Indonesië. Rantau Bayur telt 2195 inwoners (volkstelling 2010).